# Cartoon Network Studios
Pour les articles homonymes, voir Cartoon Network (homonymie).
Cartoon Network Studios est un studio d'animation américain. Il s'agit d'une filiale de Cartoon Network qui se concentre principalement sur la réalisation et le développement de séries télévisées pour la chaîne Cartoon Network.

## Histoire
Le studio commence ses opérations le 21 octobre 1994 à 7 h heure locale en tant que sous-division de Hanna-Barbera Cartoons, Inc., qui sera par la suite à l'origine des productions de séries d'animation à succès sur Cartoon Network comme Le Laboratoire de Dexter, Johnny Bravo, Cléo et Chico, Monsieur Belette, et Les Supers Nanas. En 1999, Cartoon Network Studios acquiert ses propres locaux à 300 N 3rd St à Burbank (Californie).
À la suite du décès de William Hanna, le nom de Hanna-Barbera n'est plus utilisé et le studio Hanna-Barbera est désormais lié à Warner Bros. Animation par le directeur de Warner Bros. Animation, Jean MacCurdy. Cartoon Network Studios devient un studio indépendant spécialisé dans la série d'animation. Cartoon Network Studios développe par la suite ses propres séries d'animation comme Billy et Mandy, aventuriers de l'au-delà et Samouraï Jack, et dans les années 2010, Adventure Time, Regular Show, et la série des Ben 10. Également, les anciens programmes de Cartoon Network Studios sont diffusés sur les chaînes sœurs de Cartoon Network, Boomerang et Boing.

## Identité visuelle
Le premier logo de Cartoon Network Studios est le même que le premier logo de la chaîne, mais avec une animation entre le logo « Cartoon Network » et le texte « Studios » représentant une petite situation comique en noir et blanc de la série en question, utilisé jusqu'en 2011. Le second logo montre quatre cases dont une qui représente une animation en couleur de la série en question et en dessous est écrit le titre du studios, utilisé jusqu'à fin 2013. Et le troisième logo est le même que le premier avec l'animation noir et blanc mais avec un nouveau design plus « propre » du logo « Cartoon Network » et du texte « Studios ».

Logos
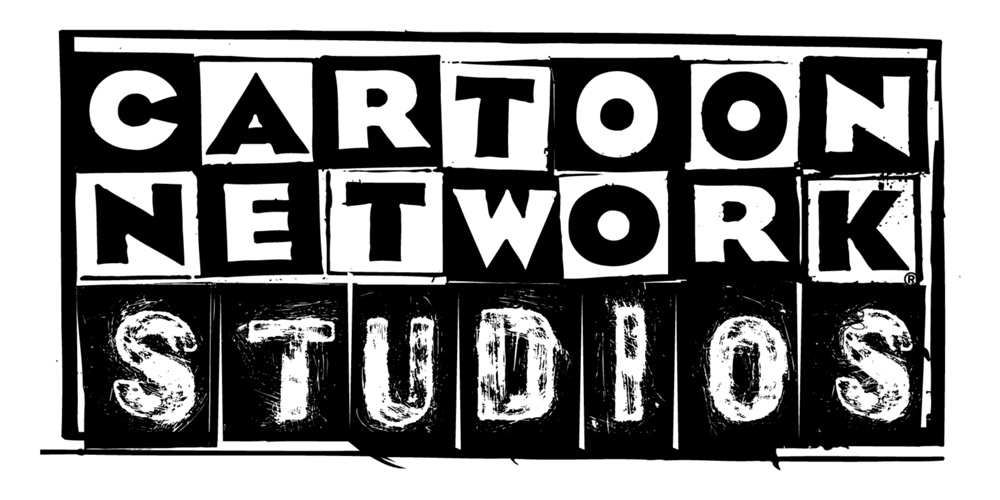
De 2001 à 2010
De 2010 à 2013
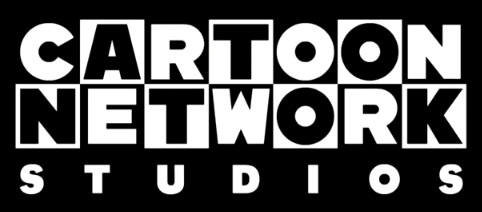
De 2013 à 2022
Depuis 2022

## Créations

### Cartoon Network Studios
Séries d'animation créées par les Cartoon Network Studios
- Adventure Time
- Ben 10
- Ben 10: Alien Force
- Ben 10: Ultimate Alien
- Ben 10: Omniverse
- Ben 10 (2016)
- Billy et Mandy, aventuriers de l'au-delà
- Camp Lazlo
- Clarence
- Classe 3000
- Cléo et Chico
- Close Enough
- Chowder
- Craig de la crique
- Elliott le Terrien
- Foster, la maison des amis imaginaires
- Generator Rex
- Hi Hi Puffy AmiYumi
- Infinity Train
- Jessica et son petit monde
- Jimmy délire
- Johnny Bravo
- Juniper Lee
- La Colo magique
- La Forêt de l'Étrange
- Le Laboratoire de Dexter
- Les Épées méga-magiques
- Les Fungies
- Les Merveilleuses Mésaventures de Flapjack
- Les Supers Nanas
- Les Super Nanas
- Mao Mao : Héros au cœur pur
- Megas XLR
- Mon copain de classe est un singe
- Monsieur Belette
- OK KO!
- Oncle Grandpa
- Pomme et Oignon
- Regular Show
- Royal !
- Samouraï Jack
- Star Wars: Clone Wars
- Steven Universe
- Steven Universe Future
- Sym-Bionic Titan
- Time Squad, la patrouille du temps
- Un écureuil chez moi
- Victor et Valentino
- Vil Con Carne
- We Baby Bears
- We Bare Bears

### Cartoon Network
Séries d'animation achetées par Cartoon Network
- Allô la Terre, ici les Martin
- Chop Socky Chooks
- Courage, le chien froussard
- Défis extrêmes
- Ed, Edd et Eddy
- Johnny Test
- Les Jumeaux Barjos
- Le Monde incroyable de Gumball
- Moumoute, un mouton dans la ville
- Nom de code : Kids Next Door
- Robotboy
- Les Supers Nanas Zeta
- Teen Titans
- Teen Titans Go!
- ThunderCats Rrrr
- Unikitty!

## Créateurs du Cartoon Network Studios
- Genndy Tartakovsky (Le Laboratoire de Dexter et Samouraï Jack)
- Craig McCracken (Les Supers Nanas et Foster, la maison des amis imaginaires)
- Maxwell Atoms (Billy et Mandy, aventuriers de l'au-delà)
- Pendleton Ward (Adventure Time)
- J. G. Quintel (Regular Show)
- Rebecca Sugar (Steven Universe)
- Julie McNally-Cahill (Mon copain de classe est un singe)
- Tim Cahill (Mon copain de classe est un singe)
- Duncan Rouleau (Ben 10)
- Joe Casey (Ben 10)
- Joe Kelly (Ben 10)
- Steven T. Seagle (Ben 10)
- Judd Winick (Juniper Lee)
- Joe Murray (Camp Lazlo)
- C.H. Greenblatt (Chowder)
- Thurop Van Orman (Les Merveilleuses Mésaventures de Flapjack)
- André Benjamin (Classe 3000)
- Thomas W. Lynch (en) (Classe 3000)